# COSAG

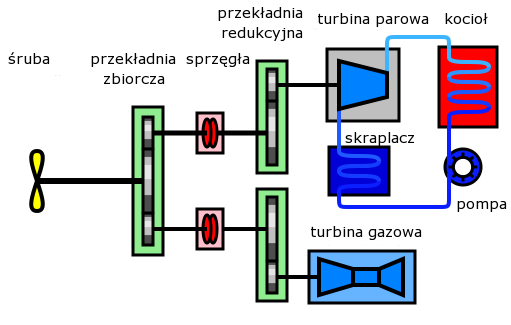
Siłownia okrętowa w układzie COSAG

COSAG (ang. Combined Steam and Gas Turbine) – rodzaj siłowni na okręcie, składającej się z turbin parowych pracujących podczas prędkości marszowej (ekonomicznej) oraz jednej lub więcej turbin gazowych uruchamianych dodatkowo podczas prędkości maksymalnej (siłownia parowo-turbogazowa).
System COSAG stosowany był na niektórych okrętach budowanych od lat 50. do 70. XX wieku (m.in. brytyjskich niszczycielach rakietowych i fregatach). W stosunku do siłowni turboparowej, umożliwiał uzyskiwanie większych prędkości kosztem stosunkowo niewielkiej masy dodatkowej siłowni turbogazowej, ponadto turbiny gazowe szybciej uzyskiwały gotowość w razie konieczności szybkiego wyjścia z portu.